# The Legend of Kyrandia
The Legend of Kyrandia ist eine dreiteilige Point-and-Click-Adventure-Serie der Westwood Studios, die im dafür erschaffenen Universum Fables & Fiends spielt.

## The Legend of Kyrandia: Book One
Der erste Teil erschien 1992 für den Amiga, FM Towns, Mac OS Classic, MS-DOS und für den PC-98. Die FM-Towns-Version sowie die CD PC-9801-Version weisen CD Audio auf. Für DOS gibt es eine Floppy-Version und eine CD-Version mit Sprachausgabe, aber ohne CD Audio.

### Handlung
Zu Beginn des Spiels erfährt der Spieler, dass Malcolm, der ehemalige Hofnarr des Königs, den König ermordete und nun über Kyrandia herrscht. Kurz darauf sucht Malcolm einen der obersten königlichen Mystiker, gewissermaßen ein Zauberer, namens Kallak auf und verwandelt diesen in Stein. Hierauf beginnt das eigentliche Spiel. Brandon, der Enkel von Kallak, findet diesen in seinem Baumhaus in Stein verwandelt vor. Kurz darauf wird ihm von einem sprechenden Baum erzählt, dass nur er Malcolm aufhalten und Kyrandia damit retten kann. Brandon macht sich danach auf die Reise durch Kyrandia und trifft dabei verschiedene Personen, des Weiteren trifft er mehrmals auf Malcolm, der Brandon immer wieder Hindernisse in den Weg stellt. Auch erfährt Brandon mehr über seine Herkunft und seine Bestimmung. Kurz vor Ende des Spiels verschwindet Zanthia und Brandon braut sich selbst einen Zaubertrank und gelangt durch diesen auf die Schlossinsel von Kyrandia. Die Geschichte endet in einem Endkampf zwischen Brandon und Malcolm; der Bösewicht wird versteinert.

### Figuren
Brandon
Brandon ist der Hauptcharakter im Spiel. Er ist der Enkel von Kallak, dem Vater der ermordeten Königin. Er wandert durch ganz Kyrandia um den bösen Hofnarren Malcolm zu besiegen, damit Kyrandia und sein Großvater gerettet werden. Als Malcolm Brandons Eltern ermordete, war Brandon noch klein. Kallak zog den Prinzen in den Wäldern auf und verschwieg ihm seine adlige Herkunft, um ihn zu schützen. Brandon wird erst von Zanthia erfahren, wen der Hofnarr auf dem Gewissen hat – vorausgesetzt, der Spieler findet den Weg durch das Höhlenlabyrinth, hinter dem sich das Haus dieser Zauberin befindet.
Malcolm
Der Bösewicht des Spiels. Er hat den König und die Königin ermordet, um selbst König zu werden. Danach verwüstet er ganz Kyrandia und legt Brandon Steine in den Weg. Das ist auch der Charakter, den man in einem Teil der Spieleserie spielt, der ein sehr lustiger Zeitgenosse sein kann.
Zur Strafe für den Mord sperrten die königlichen Mystiker den Übeltäter ins Schloss und erstellten ein Kraftfeld um das Gebäude herum. Dieser Bann ist vor kurzer Zeit aufgebraucht worden, und Malcolm entkommt, um sich zu rächen. Hierzu hat er die Zauberkräfte aus dem Edelstein Kyragem entwendet, sodass er jetzt Menschen versteinern, Bäume vergiften und Hindernisse herbeizaubern kann.
Zanthia
Zanthia ist eine königliche Mystikerin. Sie hilft Brandon den Weg zu dem Schloss von Kyrandia zu finden, des Weiteren klärt sie Brandon über seine Herkunft auf.
Darm
Darm ist ein alter Zauberer, er lebt zusammen mit seinem Drachen in einer alten Hütte. Durch sein hohes Alter ist er sehr verwirrt und redet seltsame Dinge, außerdem ist sein Gedächtnis nicht das Beste. Er übergibt Brandon einen Zauber, den er später einsetzen muss, um eine von Malcolm gestellte Aufgabe zu lösen.
Herman
Herman hilft Brandon zu Beginn des Spiels eine Brücke zu reparieren, damit Brandon seine Reise fortsetzen kann. Man trifft ihn auch kurz vor Ende des Spiels wieder.
Brynn
Brynn ist eine Priesterin im Tempel von Kyrandia. Sie unterstützt Brandon zu Beginn des Spieles.

## The Legend of Kyrandia: Hand of Fate
Hand of Fate (die erste amerikanische Auflage hieß The Hand of Fate) erschien 1993 und ist der zweite Teil der Serie, hier spielt der Spieler Zanthia.

### Handlung
Aus einem unerklärlichen Grund verschwindet Kyrandia Stück für Stück. Selbst die königlichen Mystiker stehen vor einem Rätsel. Doch eine übergroße, lebende Hand weiß, was zu tun ist: Ein magischer Ankerstein muss beschafft werden. Mit dieser Aufgabe wird Zanthia betraut. Als sie nach einer langen, beschwerlichen Reise endlich einen Ankerstein findet stellt sich heraus, dass die Hand, die einst einem mächtigen Zauberer gehörte, am Verschwinden von Kyrandia schuld ist. Und so macht sich Zanthia auf die Suche nach der wahren Ursache des Verschwindens und kann schließlich auch die Hand besiegen.

### Figuren
Zanthia
Sie ist die jüngste der königlichen Mystiker und wird ausgewählt, um sich auf die Expedition zu begeben. Als modebewusster Charakter setzt sie immer wieder einen Zauberspruch ein, um ihre Kleidung der Umgebung anzupassen.
Marko
Er ist zwar kein Zauberer, darf aber aufgrund der verzweifelten Lage dennoch an der Krisensitzung der königlichen Ratgeber teilnehmen. Eigentlich kann er nur ein paar simple Tricks, gibt jedoch gerne an. Er ist schon seit langem heimlich in Zanthia verliebt und versucht daher, sie zu beeindrucken.
Die Hand
Sie ist neuerdings der stumme Diener von Marko. Ihre genaue Herkunft und ihr Hintergrund bleiben zunächst ungeklärt. Allerdings scheint sie sich gerne in den Sümpfen herumzutreiben.
Faun
Der kleine Satyr (halb Mensch, halb Ziege) lebt bei Zanthia und stellt in deren Abwesenheit viel Unsinn mit ihren Zutaten für Zaubertränke an.

## The Legend of Kyrandia: Book Three: Malcolm’s Revenge
Malcolm’s Revenge (es gab eine Auflage mit Book Three und eine Auflage mit Book 3: Malcolm’s Revenge als Untertitel) erschien 1994 und ist der dritte und letzte Teil der Serie, hier spielt der Spieler Malcolm.

### Handlung
Malcolm kommt aus seinem steinernen Gefängnis, in das er am Ende von Teil 1 verbannt wurde, frei und möchte sich an den Bewohnern Kyrandias rächen. Seiner magischen Kräfte beraubt, muss er zuerst von der Insel verschwinden, ein paar Verbündete suchen und dann einen Angriff auf Kyrandia starten. Verbündete findet er in Form von einem Haufen Piraten, die auf der Insel der Katzen sind. Dort hilft er nebenbei der Katzen-Rebellion, die Hunde zu überwältigen, die die Insel unter Kontrolle halten. So reist er mit den Piraten zurück nach Kyrandia, um sich zu rächen, doch der Piratenkapitän stellt sich gegen ihn, und so wird Malcolm von den Herrschern Kyrandias ans Ende der Welt verbannt. Von dort aus schafft er es in den Limbus (die Zwischenwelt zwischen Leben und Tod, die auch das Reich der Fische ist), und anschließend in die Hölle. Dort wird er entgegen allen Erwartungen höchst freudig willkommen geheißen – alle freuen sich, ihn in die Gemeinschaft aufzunehmen. Doch aufgrund von Problemen mit dem Papierkram (vermutlich weil er noch gar nicht gestorben ist), muss er zurück in die Welt der Lebenden. Zurück auf Kyrandia, haben die Piraten die meisten Bewohner in Mäuse verwandelt und halten die Regenten gefangen. Malcolm schafft es, die Piraten zu überwältigen, und beschwört in einer Séance den Geist des verstorbenen Königs, den er angeblich getötet haben soll. Der Geist teilt dem Volk von Kyrandia mit, dass Malcolm ihn keineswegs getötet hat – ganz im Gegenteil: Er wurde durch einen verfluchten Dolch getötet, und Malcolm wollte ihn retten. Nun, da Malcolm endlich all diese Strapazen hinter sich hat, kann er sich endlich hinlegen und ein Nickerchen machen.
Malcolms ständiger Begleiter ist die böse Seite seines Gewissens, Gunther. Die gute Seite seines Gewissens, Stewart, wurde in Malcolms Kindheit unter einem großen Felsen zerquetscht. Bei Malcolms Rückkehr aus der Hölle, zurück nach Kyrandia, befreit er Stewart zufällig, und der Spieler kann sich für das Finale aussuchen, ob er mit "Engelchen und Teufelchen" oder nur einem der beiden spielen möchte.

### Figuren
Malcolm
Bei der Versteinerung hat er offenbar seine Fähigkeit für Magie eingebüßt. Daher muss er zunächst mit seinem Sinn für Humor und spitzfindige Bemerkungen auskommen. Seine Bastelfreudigkeit lässt ihn noch aus dem letzten Müll einige nützliche Objekte herstellen und für scheinbar wertlose Gegenstände einen ungewöhnlichen Einsatzzweck finden.
Gunther
Er ist das schlechte Gewissen Malcolms, welches ihn immer wieder zu schlechten Taten anregt. Außerdem hält er sich nicht mit Bemerkungen zurück.
Stewart
Er ist das gute Gewissen Malcolms, welches jedoch aufgrund eines Vorfalls in Malcolms Kindheit für viele Jahre außer Gefecht gesetzt wurde. Auch er kommentiert das Geschehen, jedoch selbstverständlich aus einer konträren Sichtweise.

## Spielprinzip und Technik
Die Spiele der Reihe The Legend of Kyrandia sind Point-and-Click-Adventures. Aus Sprites zusammengesetzte Figuren agieren vor handgezeichneten, teilanimierten Kulissen. Mit der Maus kann der Spieler seine jeweilige Spielfigur durch die Örtlichkeiten bewegen und mit den Maustasten Aktionen einleiten, die den Spielcharakter mit seiner Umwelt interagieren lassen. Brandon, Zanthia bzw. Malcolm können so Gegenstände finden und sie auf die Umgebung oder andere Gegenstände anwenden sowie mit NPCs kommunizieren. Mit fortschreitendem Handlungsverlauf werden weitere Orte freigeschaltet. Hersteller Westwood täuschte innerhalb der zweidimensionalen Spielumgebung ein gewisses Maß an Dreidimensionalität vor, indem man dem Spieler Bewegungsfreiheit in die Tiefe des Raums ließ, wobei die Spielfigur zur Visualisierung einer Entfernung vom Vordergrund verkleinert wurde. Eine Besonderheit gegenüber kommerziell erfolgreichen Konkurrenzprodukten war die stark vereinfachte Steuerung der Spiele: Während Spiele wie The Secret of Monkey Island oder Indiana Jones and the Fate of Atlantis auf steuerbare Dialoge und variable Anwendungsmöglichkeiten für mit sich geführte Gegenstände setzten und durch die so entstehende Vielzahl von Kombinationsmöglichkeiten das Denkvermögen der Spieler forderten, gaben die Kyrandia-Spiele Anwendungsmöglichkeiten für Gegenstände sowie Dialoge vor; letztere liefen automatisch ab, erstere erforderten nur noch einen Mausklick an der richtigen Stelle. Auf der einen Seite führte dieses neue Steuerungsprinzip zu einer erleichterten Zugänglichkeit der Spiele für unerfahrene Spieler, auf der anderen Seite bemängelten Fachmagazine die mangelnde Herausforderung für erfahrenere Spieler.

## Produktionsnotizen
Anfang der 1990er-Jahre waren Grafikadventures kommerziell sehr erfolgreich; insbesondere die Firmen Lucasfilm Games und Sierra Entertainment entwickelten bei Kritikern und Spielern beliebte Produkte. Am Erfolg dieses Genres wollte das kurz zuvor vom britischen Publisher Virgin Interactive aufgekaufte und umbenannte Entwicklungsstudio Westwood partizipieren und produzierte Legend of Kyrandia. Laut Studiogründer Louis Castle waren die am Spiel beteiligten Mitarbeiter Fans des Humors der Monkey-Island-Reihe von Lucasfilm Games.
Die deutschen Versionen der Spiele litten unter einer Vielzahl gravierender Übersetzungsfehler. So wurde im zweiten Teil aus der Redewendung a piece of cake fälschlicherweise wörtlich ein Stück Kuchen statt des intendierten Ein Klacks. Aus winding wurde windig statt gekrümmt, das zweideutige toadstool wurde mit giftiger Pilz statt mit Krötenschemel übersetzt, aus einem jack wurde ein Junge anstelle eines Spielsteines und aus Where’s the other three (Wo sind die anderen drei (Briefe)) wurde Wo ist der andere Baum. Selbst einfachste Redewendungen wie You are welcome (Bitte, gern geschehen) wurden völlig falsch übersetzt (Du bist willkommen).
Im September 2013 veröffentlichte Westwood Studios alle drei Teile der Serie über die Vertriebsplattform GOG in einer auf modernen PCs lauffähigen Version. Alle drei Teile sind auch mit der virtuellen Maschine ScummVM spielbar.

## Rezeption
Zeitgenössische Rezensionen in Fachmagazinen waren in der Regel von sehr positiven Wertungen dominiert, in denen insbesondere Grafik und Musik gelobt wurden. Retrospektiven kommen zu eher gemischten Wertungen, da der Spielwert nach Abzug der zum Erscheinungszeitpunkt unzweifelhaft hochwertigen audiovisuellen Präsentation eher durchschnittlich sei.